# エアシリンダー
エアシリンダー（英: Pneumatic cylinder）は、圧縮空気のエネルギーを直動運動に変換する筒状の機械要素である。

## 分類
単動シリンダー (Single acting cylinder)
通常ポートを1つ持ち、空気の出し入れを行い、内部のバネによって位置を制御する。
複動シリンダー (Double acting cylinder)
ポートを2つ以上持ち、ポートによってストローク方向を制御する。